# Miafysitisme
Het miafysitisme (van het Oudgriekse μία; mía: "een" en φύσις; fýsis: "natuur") is de christologie van de oriëntaals-orthodoxe kerken. De leer stelt dat in Christus de twee naturen, de goddelijke en de menselijke natuur, zijn samengegaan in één natuur, één godmenselijke natuur, zonder enige scheiding, zonder verwarring en onveranderlijk.
Historisch gezien beschouwen Chalcedonische christenen het miafysitisme in het algemeen vatbaar voor een orthodoxe interpretatie. Toch beschouwen zij het miafysitisme onterecht als een vorm van het monofysitisme.
Nestorius, die sterk de nadruk legde op het onderscheid tussen het goddelijke en het menselijke in Jezus, kreeg met zijn leer veel aanhang in Syrië. Hij gaf het menselijke karakter van Jezus veel aandacht. Zijn leer werd veroordeeld door het Concilie van Efeze. Zowel het nestorianisme (nadruk op de menselijke natuur) als het monofysitisme (nadruk op de goddelijke natuur) van Eutyches worden door miafysieten verworpen. De miafysieten hadden eveneens bezwaar tegen de uitspraken van het Concilie van Chalcedon, aangezien de daaruit vloeiende tweenaturenleer volgens miafysieten neerkwam op nestorianisme. Miafysieten bleven trouw aan de uitspraken van het Concilie van Efeze en de leer van Cyrillus van Alexandrië, waarbij de twee naturen van Jezus als eenheid samenkwamen.
Vanwege het verwerpen van de uitspraken van Chalcedon, is het miafysitisme sindsdien door de Chalcedonische kerken beschouwd als een vorm van het monofysitisme. Na het Concilie van Chalcedon werden de niet-Chalcedoniërs daarom onder Justinus I en Justinianus I vervolgd en werden zij spottend uitgemaakt voor monofysieten. De oriëntaals-orthodoxe kerken stellen evenwel dat het miafysitisme niets te maken heeft met monofysitisme, daar zij de leer van Eutyches veroordelen en daarmee ook de monofysitische leer.

## Miafysiete kerken
Tot de miafysiete kerken behoren: de Armeens-Apostolische Kerk, de Syrisch-Orthodoxe Kerk van Antiochië, de Koptisch-Orthodoxe Kerk, de Ethiopisch-Orthodoxe Tewahedo Kerk, de Eritrees-Orthodoxe Tewahedo Kerk en de Malankaarse Syrisch-Orthodoxe Kerk van India.